# James Fleming Fagan
James Fleming Fagan (1er mars 1828 - 1er septembre 1893) est un planteur, un politicien et un major général dans l'armée des États confédérés pendant la guerre de Sécession. Sa brigade de l'Arkansas se distingue lors de la campagne de Red River de 1864, aidant à repousser l'armée de l'Union hors du sud de l'Arkansas.

## Avant la guerre
James F. Fagan naît à Louisville, Kentucky. À l'âge de dix ans, sa famille part pour Little Rock, la capitale du nouvel État de l'Arkansas. Son père est engagé pour travailler dans la Old State House. Son père meurt pendant sa jeunesse et sa mère, Catherine A. Fagan, se marie en 1842 avec Samuel Adams, qui devient gouverneur de l'Arkansas deux ans plus tard.
Après la mort de son beau-père, Fagan prend le contrôle de la ferme familiale le long de la rivière Saline dans le sud de l'Arkansas. Bien qu'il soit membre du parti Whig, il représente le puissant comté de Saline démocratique lors d'une session de la législature de l'État de l'Arkansas.
Fagan sert dans l'armée des États-Unis pendant la guerre américano-mexicaine dans le 1st Arkansas Mounted Infantry commandé par Archibald Yell et est promu au grade de lieutenant.

## Guerre de Sécession
Au début de la guerre de Sécession, Fagan lève une compagnie pour l'armée confédérée et en devient capitaine. Quand son unité est incorporée dans le 1st Arkansas Infantry, Fagan est élu colonel régiment fusionné de 900 hommes. Ils entrent formellement au service à Lynchburg, Virginie en mai 1861. Son régiment participe à la première vague d'attaque confédérée d'Albert Sidney Johnston lors de la bataille de Shiloh. Il participe aussi à une bataille à Farmington, Mississippi, le 9 mai et au siège de Corinth, mais tombe en disgrâce de son officier supérieur, Braxton Bragg. Il est rapidement transféré dans le district du Trans-Mississippi, où il combat à Cane Hill et Prairie Grove au commandement du 1st Arkansas Cavalry (en).
Fagan est promu brigadier général le 12 septembre 1862, et commande une brigade entièrement composée de régiments de l'Arkansas. Il joue un rôle central lors de la bataille d'Helena, où avec sa brigade il réalise des assauts répétés contre les batteries de l'artillerie fédérale. Il assure le commandement de la division de Sterling Price lorsque ce dernier est promu, et joue un rôle lors de la défense réussie de Little Rock.
Il participe à la partie de la campagne de Red River qui se déroule en Arkansas et joue un rôle central lors des batailles lors de l'expédition de Camden, dont la destruction réussie d'un train de ravitaillement fédéral lors de la bataille de Marks' Mill, qui aboutit à la retraite des fédéraux du sud de l'Arkansas. En reconnaissance de ses services lors de l'expédition de Camden, Fagan est promu major général le 24 avril 1864, et commande la division de l'Arkansas division de la cavalerie confédérée lors du raid de Price dans le Missouri. Sa division rompt de « manière honteuse » lors de l'assaut infructueux contre le fort Davidson à Pilot Knob, Missouri. Pendant la retraite de Price du Missouri et du Kansas, les divisions de Fagan et de Marmaduke sont submergées lors de la bataille de Mine Creek. À la fin de la guerre, Fagan commande le district d'Arkansas du département du trans-Mississippi, qui est actif militairement jusqu'à la fin d'avril 1865.

## Après la guerre
La première femme du général Fagan est la sœur du général William Nelson Rector Beall. Il a aussi un lien de parenté par alliance avec le gouverneur Henry Massey Rector.
Fagan n'est libéré sur parole par le gouvernement des États-Unis que le 20 juin 1865. Après sa libération sur parole, il retourne dans sa ferme pour y vivre. Fagan participe à la guerre Brooks-Baxter en Arkansas en 1874, servant sous le commandement de Joseph Brooks, malgré le service précédent en tant qu'officier confédéré. Il est nommé marshal des États-Unis par le président Ulysses S. Grant en 1875. Il sert en tant qu'administrateur du bureau des terres des États-Unis en 1877. En 1890, il est candidat pour être délégué du chemin de fer d'Arkansas, mais n'est pas élu.
James Fleming Fagan meurt à Little Rock, Arkansas de la malaria. Il est enterré dans le cimetière de Mount Holly (en) de cette ville.

## Mémoires
Le camp #280 général James Fleming Fagan de l'ordre militaire des Stars and Bars (en) est appelé en son honneur.